# Die!
Die! è il sesto album in studio del musicista horrorcore statunitense Necro, pubblicato nel 2010.

## Tracce
1. asBESTos – 4:06
2. Pit – 3:07
3. Thugcore Cowboy – 2:47
4. DIE! – 2:56
5. Set It – 3:34
6. Brutalized – 3:15
7. Serpent's Bite – 2:51
8. The Kink Panther – 3:06
9. Hey Now – 3:38
10. The Asshole Anthem – 2:49
11. Sorcerer of Death's Construction – 2:39
12. First Blood – 3:14
13. Thin Line Between Love & Hate – 3:07
14. Bedbugs (Kid Joe Skit) – 0:45
15. Viva Necro – 3:53
16. F.U.B.A.R. – 3:00
17. The Human Traffic King (White Slavery Pt. 2) – 3:20